# ماسومی ایتو
ماسومی ایتو (انگلیسی: Masumi Itō؛ زادهٔ تاریخ ورودی نامعتبر است) خوانندگی، ترانه‌پرداز، آهنگساز، تنظیم اهل ژاپن است. وی از سال ۱۹۹۸ میلادی تاکنون مشغول فعالیت بوده‌است.